# Kiko Alonso
Pour les articles homonymes, voir Alonso.
(en) Statistiques sur pro-football-reference
Kristian « Kiko » Alonso, né le 14 août 1990 à Newton (Massachusetts), est un joueur américain de football américain qui évoluait au poste de linebacker dans la National Football League (NFL).

## Biographie

### Carrière universitaire
Il rejoint l'Université d'Oregon en 2008 et intègre l'équipe des Ducks de l'Oregon. D'abord dans l'équipe réserve et remplaçant, il s'impose à partir de la saison universitaire 2011, étant notamment désigné Joueur Défensif du Rose Bowl remporté cette saison-là par les Ducks face aux Badgers du Wisconsin, où il enregistre 1 interception, 5 tackles et 1,5 sacks. Pour sa dernière saison, il est titulaire pour l'ensemble des matchs et totalise 87 tackles, 1 sack, 4 interceptions, 7 passes détournées et 2 fumbles forcés.

### Carrière professionnelle
Lors de la Draft 2013, il est sélectionné à la 46e position (deuxième tour) par les Bills de Buffalo, avec lesquels il signe un contrat de quatre ans.
Désigné linebacker titulaire dès le début de la saison 2013, il réalise dès ses quatre premiers matchs 32 tackles, 1 sack, 1 fumble forcé et surtout 4 interceptions, ce qui lui vaut d'être nommé Meilleur Rookie Défensif du mois de septembre. Le 13 octobre, au cours d'une défaite par 27-24 contre les Bengals de Cincinnati, il enregistre la somme impressionnante de 22 tackles en un seul match.
En mars 2015, il est échangé aux Eagles de Philadelphie contre LeSean McCoy.
Le 9 mars 2016, il est échangé aux Dolphins de Miami avec le cornerback Byron Maxwell (en) et le 13e choix global lors de la draft 2016 en échange du 8e choix global lors de la draft 2016, choix que les Eagles ont échangés au Browns de Cleveland avec 4 autres choix contre le 2e choix global,.
Le 1er septembre 2019, Alonso est échangé aux Saints de la Nouvelle-Orléans en échange du linebacker Vince Biegel (en). Il se blesse au ligament croisé antérieur lors de la défaite des Saints au cours du match du tour de wild card contre les Vikings du Minnesota.
Le 2 novembre 2020, Alonso et un choix conditionnel du cinquième tour de draft sont échangés aux 49ers de San Francisco en échange du linebacker Kwon Alexander. Il est libéré le 23 novembre 2020.
Le 5 août 2022, il est engagé par les Saints de la Nouvelle-Orléans. Il prend sa retraite le jour suivant.